# Anchoviella lepidentostole
Anchoviella lepidentostole är en fiskart som först beskrevs av Fowler, 1911.  Anchoviella lepidentostole ingår i släktet Anchoviella och familjen Engraulidae. Inga underarter finns listade i Catalogue of Life.